# Koning Willem II College

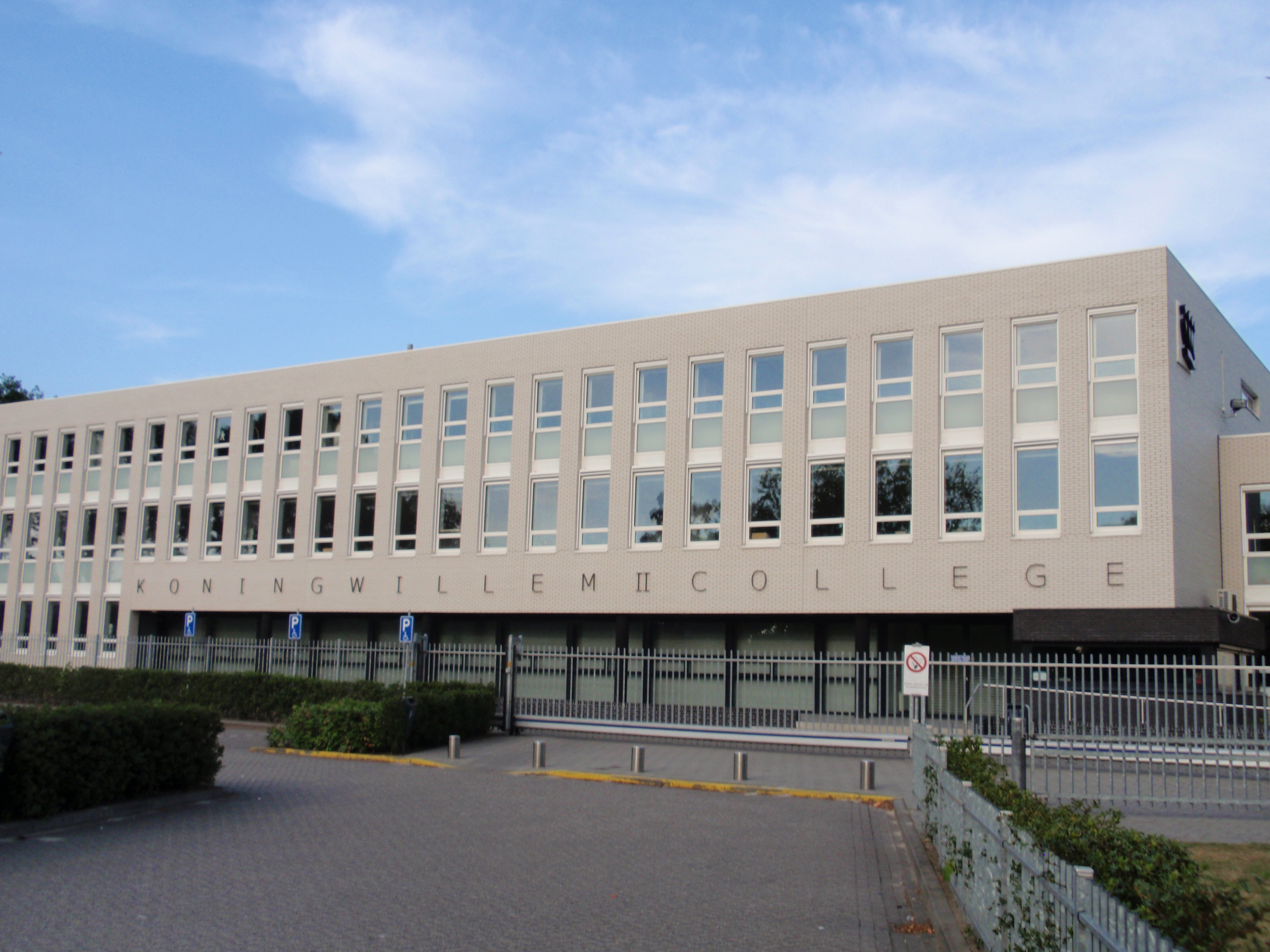
Koning Willem II College

Het Koning Willem II college is een school voor middelbaar onderwijs in Tilburg en voorheen bekend als Rijksscholengemeenschap Koning Willem II, Koning Willem ll Lyceum, Koninklijke HBS 'Willem ll' en Rijks Hogere Burger School 'Willem II'.

## Geschiedenis

### De beginjaren
Op 2 mei 1863 keurde de Tweede Kamer de onderwijswet van Thorbecke goed. Met deze wet werd het schooltype HBS geïntroduceerd. Dit schooltype was in tegenstelling tot de toen populaire Latijnse en Franse Scholen, meer gericht op de economische eisen van de veranderende maatschappij in de tweede helft van de 19e eeuw. Tilburg groeide tussen 1848 en 1880 van 14.000 inwoners naar 28 000 inwoners en nam daarmee de 11e positie in op het lijstje grotere steden. Sinds 1863 was er een spoorwegverbinding met Breda en sinds 1865 naar Boxtel en later 's-Hertogenbosch. De spoorverbinding met Turnhout in België was klaar in 1867.
In Tilburg waren er op dat moment naast een tiental lagere scholen, alleen een Normaalschool voor de opleiding tot onderwijsfrater of pater. Ook was er een kostschool, die later als MULO in Rijksscholengemeenschap Willem II is opgenomen. Tilburg stond met 18 andere steden op Thorbeckes lijst van plaatsen waar een HBS zou kunnen komen. Na een briefwisseling tussen Thorbecke en het gemeentebestuur, werd duidelijk dat er alleen een HBS zou kunnen komen als de gemeente een gebouw beschikbaar stelde. De gemeentekas liet het echter niet toe een nieuw gebouw te financieren.
Koning Willem II verbleef graag in Tilburg, omdat de lucht er fris was en het leven een stuk luchtiger dan aan het hof. In zijn opdracht werd midden in het stadscentrum een paleisje gebouwd. Willem II overleed echter voordat hij het in gebruik kon nemen en het gebouw stond enige jaren leeg. In een bedelbrief aan de koninklijke familie, vroeg het Tilburgse gemeentebestuur of het voormalige paleis van koning Willem II, het huidige Paleis-Raadhuis, gebruikt mocht worden voor de te stichten HBS. De erfgenamen van Willem II stonden het gebouw om niet af, op voorwaarde dat er een HBS in zou komen die de naam van Willem II zou dragen.
In 1865 werd begonnen met een grondige verbouwing van het paleis, om het geschikt te maken als school. Er kwam een trappenhuis in, er werd een zolder gemaakt en in de voormalige paleistuin werd een gebouw geplaatst voor een gymnastieklokaal en een scheikundelokaal met laboratoria. Ook werd een begin gemaakt met het aantrekken van leraren. Tegen een salaris van 3000 gulden per jaar werd Mr. Frederik Jacob Alexander Fles de eerste directeur. Deze in Breda geboren en getogen rechter van de arrondissementsrechtbank aldaar, gaf zijn baan op voor het directeurschap van de nieuwe school, klaarblijkelijk omdat dit beter verdiende.
Op 2 februari 1866 vond de eerste lerarenvergadering plaats, terwijl de verbouwing nog gaande was en er nog geen meubilair of verdere inrichting was. Bij gebrek aan leerlingenlijsten of notulen van het eerste jaar, wordt aangenomen dat deze vergadering voornamelijk ging over het huishoudelijk reglement en de taakverdeling. Op 9 april werd de school feestelijk geopend, in aanwezigheid van de 12 of 16 ingeschreven leerlingen en de lokale hoogwaardigheidsbekleders.

### Vincent van Gogh
In 1866 verwelkomde de school een van de meest opmerkelijke leerlingen en zeker de beroemdste: Vincent van Gogh. Hij was leerling van de eerste klas, met een uitstekende cijferlijst van zijn lagere school in Zevenbergen op zak. Ook zijn overgangsrapport naar de tweede klas was met een gemiddelde van 7,36 niet slecht te noemen. Toch verliet hij halverwege het tweede jaar om onduidelijke redenen de school. Zijn ouders woonden nog in Zundert en Vincent logeerde op een adres aan het Sint Annaplein in Tilburg, niet ver van de school. De oudste schoolfoto in de archieven van de school, een typische klassenfoto, zou een van de drie bekende foto's van Van Gogh zijn. Er wordt gezegd dat tekenleraar Constant Cornelis Huijsmans een fikse invloed heeft gehad op Van Goghs vroege tekenstijl.

### Katholiek verzet
Met name de eerste decennia werd de school tegengewerkt door een grote groep katholieke notabelen en clerici. Vanaf de kansel en via de katholieke media werd meermalen gewaarschuwd voor de openbare Rijks-HBS waar godsdienstonderwijs niet op het rooster voorkwam. Het is met name de verdienste van de directeuren Van der Horn van den Bos (1880-1899) en Berend Dijksterhuis (1899-1921),vader van de wetenschapshistoricus E.J. Dijksterhuis, geweest dat de school beter geaccepteerd werd in het Tilburgse. Het leerlingenaantal groeide de eerste 25 jaar niet snel, de wisseling van docenten was relatief groot. Verschillende leraren uit de eerste 25 jaar zien we later terug op een hoogleraarspost: F. van Calker, de eerste hoogleraar geologie in Nederland (Groningen), J. Cardinaal (wiskunde in Delft), D.J. Korteweg (wiskunde, mechanica en sterrenkunde aan de UvA) en G.J. van Swaaij (natuurkunde in Delft, later minister van verkeer en waterstaat). In 1894 wordt het eerste meisje op school ingeschreven: Marie Bes, dochter van wiskundeleraar Klaas Bes. Ze doet eindexamen in 1899, gaat in Delft studeren en wordt een van de eerste vrouwelijke ingenieurs in Nederland. De inschrijving in 1879 van de dochter van dominee Bodel Bienfait werd voordat de lessen begonnen ingetrokken.

### Wereldoorlogen en Interbellum
In de Eerste Wereldoorlog (1914) deed het gebouw van de school dienst als kwartier voor ongeveer 200 soldaten. Tegelijk werd gepoogd het onderwijs normaal door te laten gaan. Dat viel natuurlijk niet mee en in 1917 moest de school zelfs enkele weken dicht. Toch beleefde de school in die jaren de primeur van de eerste vrouwelijke leraar, mej. dr. J. Drost, die van januari tot april 1915 inviel als lerares geschiedenis.
De jaren twintig brachten, na veel soebatten en bedelen bij het ministerie, elektrisch licht, centrale verwarming en vervanging van de inmiddels bijna 50 jaar oude schoolbanken. Toch begon het gebouw, met inmiddels bijna 200 leerlingen, te klein te worden. In 1928 werd er al gesproken over een nieuw te betrekken gebouw maar het zou nog tot 1934 duren eer de school kon verhuizen. Ondertussen werd wel het noodzakelijke onderhoud op de lange baan geschoven, zodat het gebouw begon te verpauperen. De koninklijke erfgenamen hadden ook al afstand gedaan van het gebouw. De gemeente moest echter op een bepaald moment wel 45.000 gulden schadevergoeding aan de erfgenamen betalen.
Op 20 april 1934 werd het nieuwe gebouw aan de Ringbaan Oost feestelijk in gebruik genomen. Het was ontworpen door architect Jos. Wielders uit Sittard in de typerende stijl van de jaren dertig, en heeft veel horizontale en verticale lijnen en een opvallend gebrandschilderd raam, dat door oud-leerlingen werd geschonken. (Het gebouw is sinds enige jaren in gebruik als kantoorpand. Tijdens de verbouwing gooiden vandalen dit raam grotendeels kapot, maar het is weer keurig gerestaureerd.)
In het eerste oorlogsjaar van de Tweede Wereldoorlog (1940) bestond de school 75 jaar. De plannen voor de viering van dit jubileum vielen in het water. Al op 15 mei 1940, vijf dagen na de Duitse inval in Nederland, bezetten Duitse troepen het schoolgebouw. De leerlingen werden bij diverse andere scholen ondergebracht. Echter op 24 juni werd de bezetting van het gebouw beëindigd. Uiteraard bracht de oorlog allerlei veranderingen en aanpassingen met zich mee, met name in het lesprogramma en de roostering van de lesuren in verband met de verplichte verduistering. Helaas werden er op last van de Duitse bezetter, 14 joodse leerlingen van de school verwijderd. Tot die leerlingen behoorde ook Helga Deen waarvan een dagboek ontdekt is, geschreven tijdens de laatste maand van haar leven in kamp Vught. Ook twee andere Joodse leerlingen van de school, Anita Mayer-Roos en Gerda Lüner-Nothmann, die de oorlog overleefden stelden hun ervaringen op schrift.
De bevrijding van Tilburg in de herfst van 1944 bracht opnieuw een bezetting van de schoolgebouwen met zich mee, dit keer door geallieerde troepen. Ook lag het gebouw regelmatig onder granaatvuur. Nadat heel Nederland bevrijd was in 1945 bleek het hierdoor onmogelijk om eindexamens af te nemen.

### De jaren vijftig en zestig
De naoorlogse jaren werden getekend door een gebrek aan lesmaterialen, leerkrachten, ruimte en een forse groei van het aantal leerlingen. Al in 1947 werd gesproken over een mogelijke uitbreiding van de school, of een volgende verhuizing. In 1948 besteeg koningin Juliana de troon. Haar eerst officiële daad was het verlenen van het predicaat Koninklijk aan de Rijks-HBS Koning Willem II. Daarmee was de Willem II de eerste en enige HBS die deze titel mocht voeren.
De frictie in de maatschappij van de jaren vijftig en zestig tussen vernieuwing en traditie, uitte zich ook op de school. Jongens en meisjes werden geschorst vanwege onzedelijk gedrag; brommers, auto's en scooters verschenen op het schoolplein en men begon schooltafels als zitbank te gebruiken. Het plooirokje en het nette jasje werden langzaam aan vervangen door minirok en leren jack.
In 1966 werd het eeuwfeest van de school gevierd met een feestprogramma van een hele week. Er werd ook een foto gemaakt van de gehele schoolbevolking: 524 leerlingen en 46 docenten. De foto werd gemaakt op het schoolplein, met een ronddraaiende spleetsluiter panoramacamera, een zogeheten rouline van het persbureau ANP. Een slimme leerling, die het principe van deze camera goed begreep, kreeg het voor elkaar om twee keer op dezelfde foto te staan, door vliegensvlug van rechts naar links te lopen, voor de draaiing van de camera uit.
Ondertussen was het scholingsaanbod flink uitgebreid. Naast de aloude HBS was er in 1950 een Middelbare Meisjes School (MMS) toegevoegd. In 1964 mocht de school als eerste van het land een Rijks-gymnasium beginnen waardoor de school zich het Koning Willem II lyceum mocht gaan noemen. In 1968 werd de gemeentelijk ULO-school toegevoegd, waardoor de Rijksscholengemeenschap Koning Willem II ontstond.

### Na de Mammoet
In 1969 werd een aanvang genomen met de bouw van een nieuw schoolgebouw aan de toenmalige Nieuwe Goirleseweg (thans Tatraweg). De school had inmiddels meer dan 800 leerlingen. Vanwege de snelle besluitvorming over deze nieuwbouw besloot het ministerie dat het gebouw een kopie moest worden van het spiksplinternieuwe Christelijk Lyceum in Veenendaal, ontworpen door architect Geels uit Arnhem. Na de invoering van de Mammoetwet in 1969, verhuisde de school in 1971 naar dit nieuwe gebouw. Nu met mavo, havo en gymnasium (later met atheneum het vwo genoemd).
Een sprong in de tijd naar nu, voert ons langs explosieve groei van het aantal leerlingen (1578 in 1988, ruim 1700 in 2004); de afschaffing van het Rijksscholenstelsel in 1995 (waarbij de naam veranderde naar de huidige: Koning Willem II College); de toevoeging van een muzische afdeling en een topsportopleiding en vele verbouwingen. Op de voormalige binnenplaats verrees een nieuwe, tweede aula en een aantal speciale lokalen. De noodlokalen die al in het begin van de jaren zeventig werden geplaatst, werden pas in 2003 afgebroken en vervangen door een compleet nieuwe vleugel op het voormalige schoolplein. In het schooljaar 2004-2005 werd weer een nieuwe vleugel in gebruik genomen waarin veel practicumlokalen en een auditorium zijn opgenomen. Momenteel heeft de school een vmbo-tl-, havo-, atheneum-, gymnasium-, muzische- en topsport-afdeling. Vanaf het schooljaar 2009-2010 mag de school ook de LOOT-status voeren.

## Bron
Bij het maken van dit artikel is dankbaar gebruikgemaakt van het boek Jaren van voorzichtig beleid (H. Franssen, J. de Veer en J. Wolfs, ISBN 90-900-37-25-X) dat in 1991 uitkwam ter gelegenheid van het 125-jarig bestaan van de school.